# O, o, Den Haag
O, o, Den Haag is een nummer van de Nederlandse zanger-muzikant Harry Klorkestein, een combinatie van de voornaam van de schrijver en zanger van het nummer, Harrie Jekkers, en een anagram van de band Klein Orkest waar hij lid van was. In juni 1982 werd het nummer op single uitgebracht in Nederland en België (Vlaanderen).

## Achtergrond
In Nederland werd de plaat in de zomer van 1982 veel gedraaid op Hilversum 1 en Hilversum 3 en werd een grote hit in de destijds drie landelijke hitlijsten op de nationale publieke popzender Hilversum 3. De plaat bereikte de 4e positie in de Nederlandse Top 40 en piekte op de 3e positie in zowel de Nationale Hitparade als de TROS Top 50. In de Europese hitlijst op Hilversum 3, de TROS Europarade, werd géén notering behaald.
In België (Vlaanderen) werd de plaat wel gedraaid op de landelijke radiozenders, maar bereikte desondanks géén notering in zowel de voorloper van de Vlaamse Ultratop 50 als de Vlaamse Radio 2 Top 30.
De plaat wordt ook wel het officieuze volkslied van Den Haag genoemd.
Covers verschenen er onder meer van het Draaiorgel de Turk en van De Sjonnies (Oh, oh, Den Haag, 1991). In oktober 2010 werd de plaat opnieuw een hit, toen het RTL 5 televisieprogramma Oh oh Cherso er een versie met een gewijzigde tekst van uitbracht, die in  de Single Top 100 de nummer 1 positie behaalde, de 11e positie in de publieke hitlijst; toentertijd de Mega Top 50 op 3FM en de 17e positie in de Nederlandse Top 40 op destijds Radio 538.
In België (Vlaanderen) behaalde deze versie géén notering in beide Vlaamse hitlijsten.

## Trivia
De plaat  klinkt ook tijdens thuiswedstrijden in het Bingoal Stadion bij ieder gescoord doelpunt van voetbalclub ADO Den Haag.

## O, o, Den Haag
Toen Klein Orkest in beeld was bij Polydor om hun debuutalbum op te nemen, lieten ze Harry Knipschild O, o, Den Haag horen dat ze voor de 30e verjaardag van Cees Grimbergen, die een jeugdvriend van Jekkers was, op een cassettebandje hadden gezet. Nadat Knipschild diezelfde avond nog een optreden van de band in de Melkweg had bezocht, bood hij hen een contract aan met als voorwaarde dat O, o, Den Haag ook op hun elpee (Het leed versierd) zou staan.
De band vond het nummer echter te weinig geëngageerd ten opzichte van het andere repertoire, en als tussenweg werd overeengekomen het nummer op te nemen onder het pseudoniem Harry Klorkestein. De naam Klorkestein is een anagram van Klein Orkest en Harry is de voornaam van de zanger en schrijver van het nummer, Harrie Jekkers. Op de hoes van de vinylsingle werd een foto geplaatst van de technicus van de band, Hennie de Jong. De Jong playbackte het lied aanvankelijk ook tijdens optredens, zoals tijdens AVRO's Toppop, Op volle toeren van de TROS, Nederland Muziekland van Veronica en in de Efteling. Omdat het publiek wist dat het nummer van Klein Orkest afkomstig was, was dit voor de lange termijn echter niet houdbaar. De Jong zong het later ook live in de toegift van optredens van het Klein Orkest.
Harrie Jekkers vertelde in zijn cabaretprogramma Het verhaal achter de liedjes dat hij het nummer nooit meer wilde zingen, omdat het naar eigen zeggen te ver buiten zich om ging.

### Hitnoteringen

#### Nederlandse Top 40
| Nederlandse Top 40: 10-07-1982 t/m 28-08-1982 | Nederlandse Top 40: 10-07-1982 t/m 28-08-1982 | Nederlandse Top 40: 10-07-1982 t/m 28-08-1982 | Nederlandse Top 40: 10-07-1982 t/m 28-08-1982 | Nederlandse Top 40: 10-07-1982 t/m 28-08-1982 | Nederlandse Top 40: 10-07-1982 t/m 28-08-1982 | Nederlandse Top 40: 10-07-1982 t/m 28-08-1982 | Nederlandse Top 40: 10-07-1982 t/m 28-08-1982 | Nederlandse Top 40: 10-07-1982 t/m 28-08-1982 | Nederlandse Top 40: 10-07-1982 t/m 28-08-1982 |
| Week:                                         | 1                                             | 2                                             | 3                                             | 4                                             | 5                                             | 6                                             | 7                                             | 8                                             |                                               |
| --------------------------------------------- | --------------------------------------------- | --------------------------------------------- | --------------------------------------------- | --------------------------------------------- | --------------------------------------------- | --------------------------------------------- | --------------------------------------------- | --------------------------------------------- | --------------------------------------------- |
| Positie                                       | 33                                            | 14                                            | 7                                             | 4                                             | 5                                             | 16                                            | 25                                            | 37                                            | uit                                           |

#### Nationale Hitparade
| Nationale Hitparade: 03-07-1982 t/m 04-09-1982 | Nationale Hitparade: 03-07-1982 t/m 04-09-1982 | Nationale Hitparade: 03-07-1982 t/m 04-09-1982 | Nationale Hitparade: 03-07-1982 t/m 04-09-1982 | Nationale Hitparade: 03-07-1982 t/m 04-09-1982 | Nationale Hitparade: 03-07-1982 t/m 04-09-1982 | Nationale Hitparade: 03-07-1982 t/m 04-09-1982 | Nationale Hitparade: 03-07-1982 t/m 04-09-1982 | Nationale Hitparade: 03-07-1982 t/m 04-09-1982 | Nationale Hitparade: 03-07-1982 t/m 04-09-1982 | Nationale Hitparade: 03-07-1982 t/m 04-09-1982 | Nationale Hitparade: 03-07-1982 t/m 04-09-1982 |
| Week:                                          | 1                                              | 2                                              | 3                                              | 4                                              | 5                                              | 6                                              | 7                                              | 8                                              | 9                                              | 10                                             |                                                |
| ---------------------------------------------- | ---------------------------------------------- | ---------------------------------------------- | ---------------------------------------------- | ---------------------------------------------- | ---------------------------------------------- | ---------------------------------------------- | ---------------------------------------------- | ---------------------------------------------- | ---------------------------------------------- | ---------------------------------------------- | ---------------------------------------------- |
| Positie:                                       | 39                                             | 27                                             | 4                                              | 3                                              | 3                                              | 3                                              | 9                                              | 10                                             | 19                                             | 42                                             | uit                                            |

#### TROS Top 50
Hitnotering: 01-07-1982 t/m 26-08-1982. Hoogste notering: #3 (1 week).

#### NPO Radio 2 Top 2000
| Nummer met noteringen in de NPO Radio 2 Top 2000 | '99 | '00 | '01 | '02  | '03  | '04  | '05  | '06  | '07  | '08  | '09  | '10  | '11 | '12  | '13  | '14  |
| ------------------------------------------------ | --- | --- | --- | ---- | ---- | ---- | ---- | ---- | ---- | ---- | ---- | ---- | --- | ---- | ---- | ---- |
| O, o, Den Haag                                   | 815 | 999 | 950 | 1471 | 1613 | 1680 | 1663 | 1419 | 1978 | 1599 | 1888 | 1848 | -   | 1681 | 1886 | 1830 |

1. ↑  Een '-' betekent dat het nummer niet was genoteerd en een vetgedrukt getal geeft de hoogste notering aan.
2. ↑  Deze tabel is bijgewerkt tot en met de meest recente editie (2024).

## Oh, oh, Cherso
De titel van O, o, Den Haag inspireerde voor de keuze van de titel van het RTL 5 televisieprogramma Oh oh Cherso. In oktober 2010 bracht het programma een cover uit op single met een gewijzigde tekst die de naam van het programma droeg. In dit housenummer is de programmamelodie De dans van Zorba van Trio Hellenique doorheen gemixt. De single kwam in de hitlijsten terecht en bereikte de nummer 1-positie van de Single Top 100.

### Hitnoteringen

#### Nederlandse Top 40
| Nederlandse Nederlandse Top 40: 23-10-2010 t/m 20-11-2010 | Nederlandse Nederlandse Top 40: 23-10-2010 t/m 20-11-2010 | Nederlandse Nederlandse Top 40: 23-10-2010 t/m 20-11-2010 | Nederlandse Nederlandse Top 40: 23-10-2010 t/m 20-11-2010 | Nederlandse Nederlandse Top 40: 23-10-2010 t/m 20-11-2010 | Nederlandse Nederlandse Top 40: 23-10-2010 t/m 20-11-2010 | Nederlandse Nederlandse Top 40: 23-10-2010 t/m 20-11-2010 |
| Week:                                                     | 1                                                         | 2                                                         | 3                                                         | 4                                                         | 5                                                         |                                                           |
| --------------------------------------------------------- | --------------------------------------------------------- | --------------------------------------------------------- | --------------------------------------------------------- | --------------------------------------------------------- | --------------------------------------------------------- | --------------------------------------------------------- |
| Positie                                                   | 29                                                        | 20                                                        | 17                                                        | 26                                                        | 37                                                        | uit                                                       |

#### Single Top 100
| Single Top 100: 16-10-2010 t/m 27-11-2010 | Single Top 100: 16-10-2010 t/m 27-11-2010 | Single Top 100: 16-10-2010 t/m 27-11-2010 | Single Top 100: 16-10-2010 t/m 27-11-2010 | Single Top 100: 16-10-2010 t/m 27-11-2010 | Single Top 100: 16-10-2010 t/m 27-11-2010 | Single Top 100: 16-10-2010 t/m 27-11-2010 | Single Top 100: 16-10-2010 t/m 27-11-2010 | Single Top 100: 16-10-2010 t/m 27-11-2010 |
| Week:                                     | 1                                         | 2                                         | 3                                         | 4                                         | 5                                         | 6                                         | 7                                         |                                           |
| ----------------------------------------- | ----------------------------------------- | ----------------------------------------- | ----------------------------------------- | ----------------------------------------- | ----------------------------------------- | ----------------------------------------- | ----------------------------------------- | ----------------------------------------- |
| Positie:                                  | 2                                         | 1                                         | 12                                        | 33                                        | 33                                        | 71                                        | 81                                        | uit                                       |